# シーサイド・ばいばい
「シーサイド・ばいばい」は、木更津キャッツアイ feat. MCUのシングル。2006年10月25日発売。発売元はジェイ・ストーム。

## 解説
TBS系で放送され人気を博し、映画化第2弾となったドラマ『木更津キャッツアイ』の主要出演者と、活動休止中のKICK THE CAN CREWのMC、MCUが作曲を担当すると共に自身もラッパーとして参加し結成されたユニット“木更津キャッツアイ feat. MCU”名義で発売された企画シングル。KICK THE CAN CREWメンバーとしては、ユニット・ソロ含めて初のシングルチャート首位曲。
メンバーは、ドラマ及び映画出演者の岡田准一（V6）、櫻井翔（嵐）、岡田義徳、佐藤隆太、塚本高史とMCUで構成される。主題歌となる作品完結編『木更津キャッツアイ ワールドシリーズ』のために期間限定で結成されたユニットである。主要メンバー5名は、作中の草野球チーム『木更津キャッツ』メンバー。MCUも「ミニミニオジー」として映画に出演している。
通常盤のほか、初回盤としてA・Bの2パターン、計3パターンでの発売。初回盤はそれぞれジャケット違いで、ボーナストラック収録のA盤と『シーサイド・ばいばい』のPVを収録したDVD付のB盤がある。
発売は櫻井の所属するジャニーズ事務所内レーベル、ジェイ・ストームからであるが、岡田准一が所属するV6のレコード会社はavex traxで、MCUはBMG JAPAN（現アリオラジャパン）所属であるため、参加メンバーのレーベルを超えた作品である。塚本も音楽活動が主ではないが、所属するサンミュージックプロダクション内のSOUND MISSION内で歌手デビューもしている。
c/wは番組公式ホームページ内でのリクエスト投票によって選曲されたインストゥルメンタルによる劇中歌。初回盤Aのボーナストラックには、セリフなどを収録した別バージョンで追加収録されている。
発売日の翌日である10月26日には、テレビ版『木更津キャッツアイ』の放送されたTBS系音楽番組『うたばん』で披露された。また、ジャニーズカウントダウン2006-2007では、岡田と櫻井の2人で披露した。

## 収録曲

### CD
1. シーサイド・ばいばい
（作詞:MCU / 宮藤官九郎　作曲:CMJK / MCU　編曲:CMJK）
作詞はMCUと、ドラマで脚本を担当し、自身のバンド・グループ魂など他アーティストにも作詞を提供する宮藤官九郎が担当。
2. KISARAZU Cat's'n Roll
（作曲・編曲:仲西匡）
3. 普通が一番
（作曲・編曲:仲西匡）
4. 野球やろうぜ!
（作曲・編曲:仲西匡）
5. KISARAZU Cat's'n Roll (Better Days Remix)
（作曲・編曲:仲西匡）
初回盤Aのみ収録。

### DVD
※初回盤Bのみ
1. 「シーサイド・ばいばい」ビデオ・クリップ

## 収録アルバム
- A.K.A

MCUバージョンを収録